# Elvira Valgañón
Elvira Valgañón Prado (Logroño, 1977) es una escritora y traductora de origen español.

## Reseña biográfica
Elvira Valgañón realizó sus estudios superiores en la Universidad de La Rioja, obteniendo las licenciaturas en Filología Hispánica e Inglesa. Su carrera literaria comenzó a finales de los años 90, con la publicación de algunos de sus cuentos en revistas literarias como Fábula o El Péndulo del milenio. En esos años, varios de sus relatos se recogieron en antologías como Relatos Riojanos (Diario La Rioja, 1996 y 1997) y Esencias (Ed. Cardeñoso, 1999). Sus textos y traducciones han aparecido también en periódicos como La Rioja o el Diario de León y, más recientemente, la revista de poesía Nayagua.
En 2007 publicó su primera novela Luna Cornata. En ella cuenta la historia de una pareja, una fotógrafa española que vive en Irlanda y un norteamericano, profesor visitante en el Trinity College. El relato de sus días en Dublín se confunde con los cuentos que se cuentan el uno al otro por las noches mientras contemplan fotografías antiguas que ella compra en las librerías de viejo de la ciudad. Será precisamente un lote de fotografías, descubierto por casualidad, lo que los lleve a seguir los pasos de una fotógrafa cuya vida, en el Dublín de finales del siglo xix, tratan de reconstruir y cuya obra se convierte para los dos casi en una obsesión.
En 2014 publicó Nonsense, antología de la poesía del escritor inglés Edward Lear, que tradujo mano a mano con el poeta Ángel María Fernández. 
En 2017 apareció su segunda novela, Invierno (Editorial Pepitas de Calabaza), con la que obtuvo el Premio Ateneo Riojano de Narrativa. Invierno es una novela hecha de muchas historias que se desarrolla en un pequeño pueblo de montaña. Con un espantapájaros como único testigo, en sus calles se cruzan, a lo largo de casi dos siglos, las vidas de todos los personajes de la novela: el soldado desertor del ejército de Napoleón, el indiano sin suerte, el maestro y su niña, el pastor que de joven tuvo que ir a una guerra en la que había que comer culebra para no morirse de hambre… Sus historias, que de un modo u otro se van entrelazando, van creando también la historia de ese pueblo sin nombre, de inviernos fríos y nieves eternas, que es el escenario donde sucede todo.

## Distinciones
- IV Premio Ateneo Riojano de Narrativa por la novela Invierno (2018)[6]

## Obras
- 2007. Luna cornata, Editorial Sobrelamesa, AMG ISBN 978-84-88261-72-4[7]
- 2017. Invierno, Editorial Pepitas de Calabaza ISBN 978-84-15862-94-9  [8]
- 2014. Nonsense (como traductora junto a Angel María Fernández), Editorial Pepitas de Calabaza ISBN 978-84-15862-28-4 [9]
- 2020. Línea de penumbra, Editorial Pepitas de Calabaza ISBN 978-84-17386-62-7[10]
- 2021. Redescubrir el museo: la historia de La Rioja a través La Rioja, Gobierno de La Rioja de 7 objetos, Editorial Dirección General de Cultura, Museo de La Rioja, Gobierno de La Rioja
- 2023. Fidela, Editorial Pepitas de Calabaza ISBN 978-84-18998-40-9